# Biblioteca Nacional dos Santos Cirilo e Metódio
A Biblioteca Nacional dos Santos Cirilo e Metódio é a biblioteca nacional da Bulgária. Recebeu o nome de Cirilo e Metódio, sendo os dois primeiros Sete Santos.
A biblioteca está localizada no centro de Sófia, ao lado dos edifícios da Assembleia Nacional, da Academia Nacional de Artes e do Gabinete do Reitor da Universidade de Sófia.
O fundo de arquivo da biblioteca chega a 8 milhões de unidades em 5 fundos.  O mais valioso é o fundo otomano que contém um dos três fundos dos arquivos otomanos, visto que o Império Otomano ocupou territórios de 29 estados modernos. A biblioteca também abriga valiosos manuscritos búlgaros medievais, mas a maioria deles está em bibliotecas russas ou europeias exportadas das terras búlgaras no século 19 no decorrer do desenvolvimento dos estudos eslavos. 